# Yavuzeli
Yavuzeli est une ville et un district de la province de Gaziantep dans la région de l'Anatolie du sud-est en Turquie

## Toponymie
Durant le Moyen Âge, Yavuzeli était nommée al-Barzamān et al-Marzabān en arabe, mais également Pharzaman et Parzāmān en syriaque ainsi que Pharzman en arménien.

## Histoire
Détenue par les Francs du comté d'Edesse, Yavuzeli est reprise par les Seljoukides d'Anatolie en 1150.

En 1156, Nūr al-Dīn profite de l'instabilité créée par la mort du sultan Masʿūd Ier et la succession de son fils Kılıç Arslan II pour prendre possession de Yavuzeli.